# Fernando Ortiz
Fernando Luis Ortiz Espada (Aibonito, 3 luglio 1977) è un ex cestista portoricano.

## Carriera
Con Porto Rico ha disputato i Campionati americani del 1999.